# Сенізе
Сенізе (італ. Senise) — муніципалітет в Італії, у регіоні Базиліката, провінція Потенца.
Сенізе розташоване на відстані близько 380 км на південний схід від Рима, 70 км на південний схід від Потенци.
Населення — 7157 осіб (2014).
Щорічний фестиваль відбувається 16 серпня. Покровитель — святий Рох.

## Демографія
Населення за роками:

Станом на 1 січня 2023 року в муніципалітеті офіційно проживав 261 іноземець з 27 країн, серед них 102 громадяни країн Євросоюзу та 2 громадяни України.

## Сусідні муніципалітети
- К'яромонте
- Колобраро
- Ноеполі
- Рокканова
- Сан-Джорджо-Лукано
- Сант'Арканджело